# Mahébourg
Mahébourg är en ort i Mauritius.   Den ligger i distriktet Grand Port, i den sydvästra delen av landet, 30 km sydost om huvudstaden Port Louis. Mahébourg ligger 26 meter över havet och antalet invånare är 17 042. Den ligger på ön Mauritius.
Terrängen runt Mahébourg är platt åt sydost, men åt nordväst är den kuperad. Havet är nära Mahébourg österut.  Närmaste större samhälle är Bel Air Rivière Sèche, 17,5 km norr om Mahébourg. 